# Triángulo de Weimar

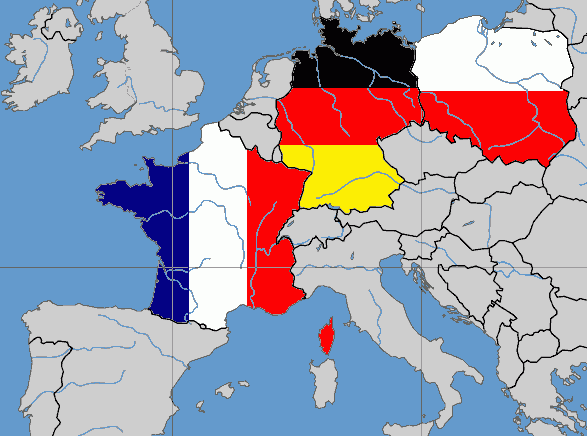
Triángulo de Weimar: Alemania, Francia y Polonia.

El término Triángulo de Weimar refiere a una alianza regional entre Alemania, Francia y Polonia. El objetivo de este grupo es promover la cooperación entre estos tres países en materia de seguridad fronteriza y asuntos europeos. Existe principalmente como cumbre entre los líderes de estas tres naciones.

## Historia
El Triángulo de Weimar fue establecido en la ciudad de Weimar en 1991, con el ánimo de ayudar a Polonia a salir del comunismo. A la reunión fueron los ministros de exteriores de cada nación: Roland Dumas de Francia, Hans-Dietrich Genscher de Alemania, y Krzysztof Skubiszewski de Polonia.
La reunión más reciente fue alojada por Aleksander Kwaśniewski (presidente de Polonia) y atendido por Jacques Chirac (presidente de Francia) y el canciller Gerhard Schröder (Alemania). Ocurrió el 9 de mayo de 2003 (Día de Europa) en Polonia. Las cumbres anteriores ocurrieron en Poznań, Polonia (1998), Nancy, Francia (1999) y Hambach, Alemania (2001). El Triángulo de Weimar también incluye temas de bajo perfil como reuniones anuales entre ministros extranjeros.
El martes 19 de mayo de 2005, los tres líderes; Schröder, Chirac y Kwasniewski se reunieron nuevamente en la ciudad francesa de Nancy para discutir temas de la Unión Europea, como el Tratado por el que se establece una Constitución para Europa.

## Cumbres de ministros de Relaciones Exteriores
1. 23-24 de abril de 1992 en Bergerac, Francia
2. 11-12 de noviembre de 1993 en Varsovia, Polonia
3. 14-15 de septiembre de 1994 en Bamberg, Alemania
4. 26 de octubre de 1995 en París, Francia
5. 19 de diciembre de 1996 en Varsovia, Polonia
6. 19 de noviembre de 1997 en Fráncfort del Meno, Alemania
7. 6 de enero en 1999 en París, Francia
8. 30 de agosto de 1999 en Weimar, Alemania
9. 7 de junio de 2000 en Cracovia, Polonia.

## Cumbres de jefes de Estado
1. 21 de septiembre de 1993 en Gdansk, Polonia
2. 21 de febrero de 1998 en Poznań, Polonia
3. 7 de mayo de 1999 en Nancy, Francia
4. 27 de febrero de 2001 en Hambach, Alemania
5. 9 de mayo de 2003 en Breslavia, Polonia
6. 19 de mayo de 2005 en Nancy, Francia
7. 3 de julio de 2006 en Weimar, Alemania. Pospuesto debido a la indisposición del Presidente Polaco Lech Kaczyński.
8. 5 de diciembre de 2006 en Mettlach, Alemania.
9. 9 de febrero de 2022 en Berlín, Alemania.
10. 15 de marzo de 2024 en Berlín, Alemania.